# Mfiondu Kabengele
Mfiondu Tshimanga Kabengele (Burlington, 14 de agosto de 1997) é um jogador canadense de basquete profissional que atualmente joga pelo Boston Celtics da National Basketball Association (NBA).
Ele jogou basquete universitário na Universidade Estadual da Flórida e foi escolhido pelo Brooklyn Nets como a 27º escolha geral no draft da NBA de 2019 e foi imediatamente negociado com o Los Angeles Clippers.

## Carreira universitária
Kabengele veio para Universidade Estadual da Flórida como um recruta desconhecido e jogou pouco em sua temporada de calouro. Apesar disso, ele desempenhou um papel importante em um time que chegou ao Elite Oito no Torneio da NCAA com média de 7,2 pontos e 4,6 rebotes.
Em seu segundo ano, Kabengele liderou a equipe em pontuação com média de 13,2 pontos, juntamente com 5,9 rebotes e 1,5 bloqueios, apesar de não ser titular em nenhum jogo. Ele foi nomeado o Sexto Homem do Ano da ACC. Durante o Torneio da NCAA, Kabengele teve médias de 17,0 pontos, 8,0 rebotes e 2,0 bloqueios.
Em 9 de abril de 2019, ele se declarou para o draft da NBA, renunciando assim a sua elegibilidade universitária restante.

## Carreira profissional

### Los Angeles Clippers (2019–2021)
Em 20 de junho de 2019, Kabengele foi selecionado pelo Brooklyn Nets como a 27ª escolha geral do draft da NBA de 2019 e foi posteriormente negociado para o Los Angeles Clippers em troca de uma futura escolha da primeira rodada no draft da NBA de 2020 e Jaylen Hands. Em 9 de julho de 2019, os Clippers anunciaram que haviam assinado um contrato de 4 anos e US$10.1 milhões com Kabengele.
Em 24 de outubro de 2019, Kabengele fez sua estreia na NBA saindo do banco em uma vitória por 141–122 sobre o Golden State Warriors com três pontos, um rebote e um bloqueio. Em 16 de novembro de 2019, Kabengele registrou 10 pontos e dois rebotes em uma vitória de 150-101 sobre o Atlanta Hawks.
Pelo Agua Caliente Clippers da G-League, Kabengele registrou 25 pontos, 12 rebotes, três assistências, três bloqueios e dois roubos de bola na derrota por 112-102 para o Rio Grande Valley Vipers em 14 de janeiro de 2020. Em 19 de janeiro, ele registrou 38 pontos, 12 rebotes e um bloqueio na vitória sobre o Stockton Kings. Ele trabalhou para estabelecer um arremesso sólido de três pontos na G League.
Em 22 de março de 2021, Kabengele, juntamente com uma escolha de segunda rodada de 2022, foi negociado com o Sacramento Kings em troca de uma escolha de segunda rodada de 2022. Três dias depois, ele foi dispensado.

### Cleveland Cavaliers (2021)
Em 10 de abril de 2021, Kabengele assinou um contrato de 10 dias com o Cleveland Cavaliers. Em 21 de abril, ele assinou um segundo contrato de 10 dias. Em 1º de maio, ele assinou um contrato até o fim da temporada.
Em 9 de maio, Kabengele registrou 14 pontos, quatro rebotes e uma assistência em uma derrota por 124-97 para o Dallas Mavericks. Em 12 de outubro de 2021, os Cavaliers dispensou Kabengele.

### Rio Grande Valley Vipers (2021–2022)
Em 18 de outubro, Kabengele foi contratado pelo Houston Rockets, mas foi dispensado logo depois. Posteriormente, ele se juntou ao Rio Grande Valley Vipers da G-League.

### Boston Celtics (2022–Presente)
Em 16 de julho de 2022, Kabengele assinou um contrato de mão dupla com o Boston Celtics após uma exibição impressionante durante a Summer League.

## Estatísticas da carreira

### NBA

#### Temporada regular
| Ano      | Equipe        | PJ | PT | MPJ  | AP   | 3P   | LL    | RT  | AS | BR | TO | PPJ |
| -------- | ------------- | -- | -- | ---- | ---- | ---- | ----- | --- | -- | -- | -- | --- |
| 2019–20  | L.A. Clippers | 12 | 0  | 5.3  | .438 | .450 | 1.000 | .9  | .2 | .2 | .2 | 3.5 |
| 2020–21  | L.A. Clippers | 23 | 0  | 4.1  | .281 | .222 | .833  | .6  | .2 | .1 | .1 | 1.2 |
| 2020–21  | Cleveland     | 16 | 0  | 11.6 | .421 | .281 | .786  | 2.9 | .8 | .4 | .6 | 4.3 |
| Carreira | Carreira      | 51 | 0  | 7.0  | .380 | .317 | .872  | 1.4 | .4 | .2 | .3 | 3.0 |

### Universitário
| Ano      | Equipe        | PJ | PT | MPJ  | AP   | 3P   | LL   | RT  | AS | BR | TO  | PPJ  |
| -------- | ------------- | -- | -- | ---- | ---- | ---- | ---- | --- | -- | -- | --- | ---- |
| 2017–18  | Florida State | 34 | 0  | 14.8 | .491 | .385 | .657 | 4.6 | .3 | .4 | .9  | 7.2  |
| 2018–19  | Florida State | 37 | 0  | 21.6 | .502 | .369 | .761 | 5.9 | .3 | .6 | 1.5 | 13.2 |
| Carreira | Carreira      | 71 | 0  | 18.2 | .496 | .377 | .709 | 5.2 | .3 | .5 | 1.2 | 10.2 |

Fonte:

## Vida pessoal
Os pais de Kabengele, Tshilongo e Tshimanga Kabengele, são originários da República Democrática do Congo, mas se mudaram para o Canadá por motivos educacionais. Seu tio materno é Dikembe Mutombo, um membro do Basketball Hall of Fame que jogou na National Basketball Association (NBA) por 18 anos.